# Chiesa della Misericordia (Vigevano)
La chiesa della Misericordia era un edificio religioso sito a Vigevano.

## Descrizione e storia
La chiesa venne costruita in corso Milano nel 1490, abbattendo l'antica cappella di Santa Maria della Bestemmia, eretta durante la peste del 1264, a un solo altare.
I fondi per la costruzione della nuova chiesa furono raccolti grazie ad un provvedimento di Ludovico il Moro che, mosso dalle espressioni toccanti del predicatore beato Bernardino da Feltre sul numero crescente dei bestemmiatori, aveva stabilito di elevare multe contro di essi. Sulla facciata della chiesa fu posta un'iscrizione con l'anno di fondazione (1495); dopo la caduta di Ludovico il Moro, la chiesa fu completata dal marchese Gian Giacomo Trivulzio nel 1508 e del cardinale sedunense Matteo Schiner nel 1515.
La chiesa e il convento furono soppressi nel 1796 e abbattuti nel 1798. Di questi ne sono rimaste poche tracce, ulteriormente modificati dopo la trasformazione in abitazione civile e una recente ristrutturazione.